# Bistum Tlaxcala
Das Bistum Tlaxcala (lat.: Dioecesis Tlaxcalensis, span.: Diócesis de Tlaxcala) ist eine in Mexiko gelegene römisch-katholische Diözese mit Sitz in Tlaxcala.

## Geschichte

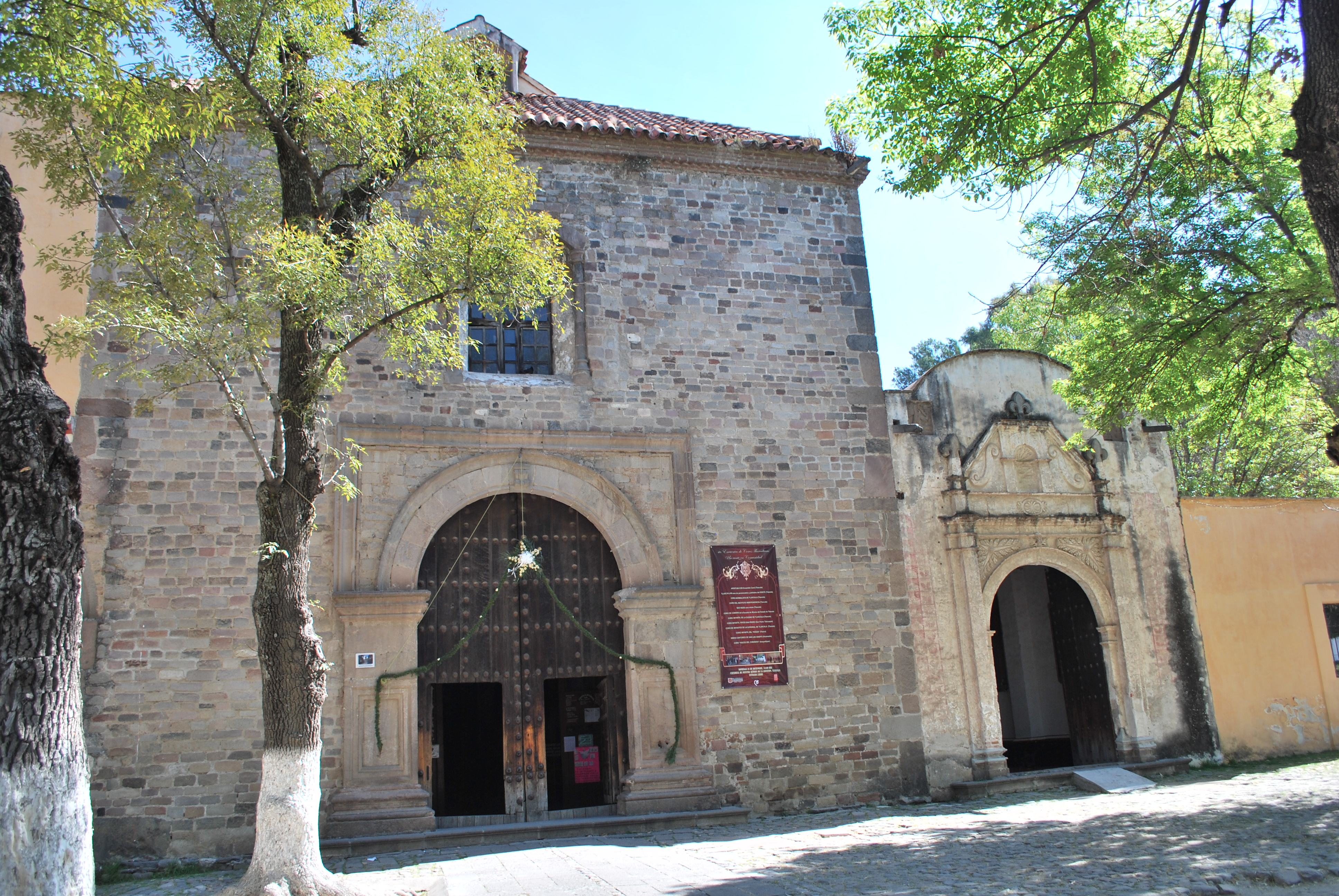
Catedral de Nuestra Señora de la Asunción

Das Bistum Tlaxcala wurde am 23. Mai 1959 durch Papst Johannes XXIII. mit der Apostolischen Konstitution Christianorum gregem aus Gebietsabtretungen des Erzbistums Mexiko-Stadt und des Erzbistums Puebla de los Ángeles errichtet und dem Erzbistum Puebla de los Ángeles als Suffraganbistum unterstellt.

## Bischöfe von Tlaxcala
- Luis Munive Escobar, 1959–2001
- Jacinto Guerrero Torres, 2001–2006
- Francisco Moreno Barrón, 2008–2016, dann Erzbischof von Tijuana
- Julio César Salcedo Aquino MJ, seit 2017